# Eningen unter Achalm
Eningen unter Achalm est une commune de Bade-Wurtemberg (Allemagne), située dans l'arrondissement de Reutlingen, dans la région Neckar-Alb, dans le district de Tübingen, au pied de l'Albtrauf.

## Géographie

### Situation géographique
Eningen est située entre le mont Achalm et l'Albtrauf. La commune s'étend sur 372 m de dénivelé (pas les bâtiments, qui sont en majorité dans la vallée) entre 419 m au point le plus bas et 791 m sur la cime du Albtrauf.

### Communes voisines
Les communes suivantes sont limitrophes d'Eningen, elles sont citées du Nord, dans le sens des aiguilles d'une montre, et appartiennent au district (Landkreis) de Reutlingen : Metzingen, St. Johann, Pfullingen et Reutlingen.

### Gemeindegliederung
Les hameaux suivants sont rattachés à Eningen : Talgut Lindenhof (Unterer Lindenhof) et Albgut Lindenhof (Oberer Lindenhof) et appartiennent à l'université de Hohenheim (université d'agriculture et d'économie de Stuttgart).

## Histoire
La plus ancienne référence à Eningen date de 1090, dans un document du monastère de Zwiefalten.

## Politique

### Conseil communal
À la suite des élections du conseil communal le 13 juin 2004, les places furent réparties dans l'ordre suivant :
- Indépendants – 6 sièges
- CDU – 6 sièges
- SPD – 3 sièges
- Les Verts – 3 sièges

### Maire
Le maire est élu pour un mandat de 8 ans. 
- Christoph Bader
- Günther Zeller
- 1987–2003 : Jürgen Steinhilber
- 2003-2007 : Margarete Krug
- depuis 2007 : Alexander Schweizer (SPD)

### Jumelages
Eningen est ville jumelle des villes ci-dessous :
- Charlieu, France, depuis le 20 avril 1968
- Calne dans le Wiltshire, Angleterre, depuis le 29 mai 1988

## Culture et Curiosités

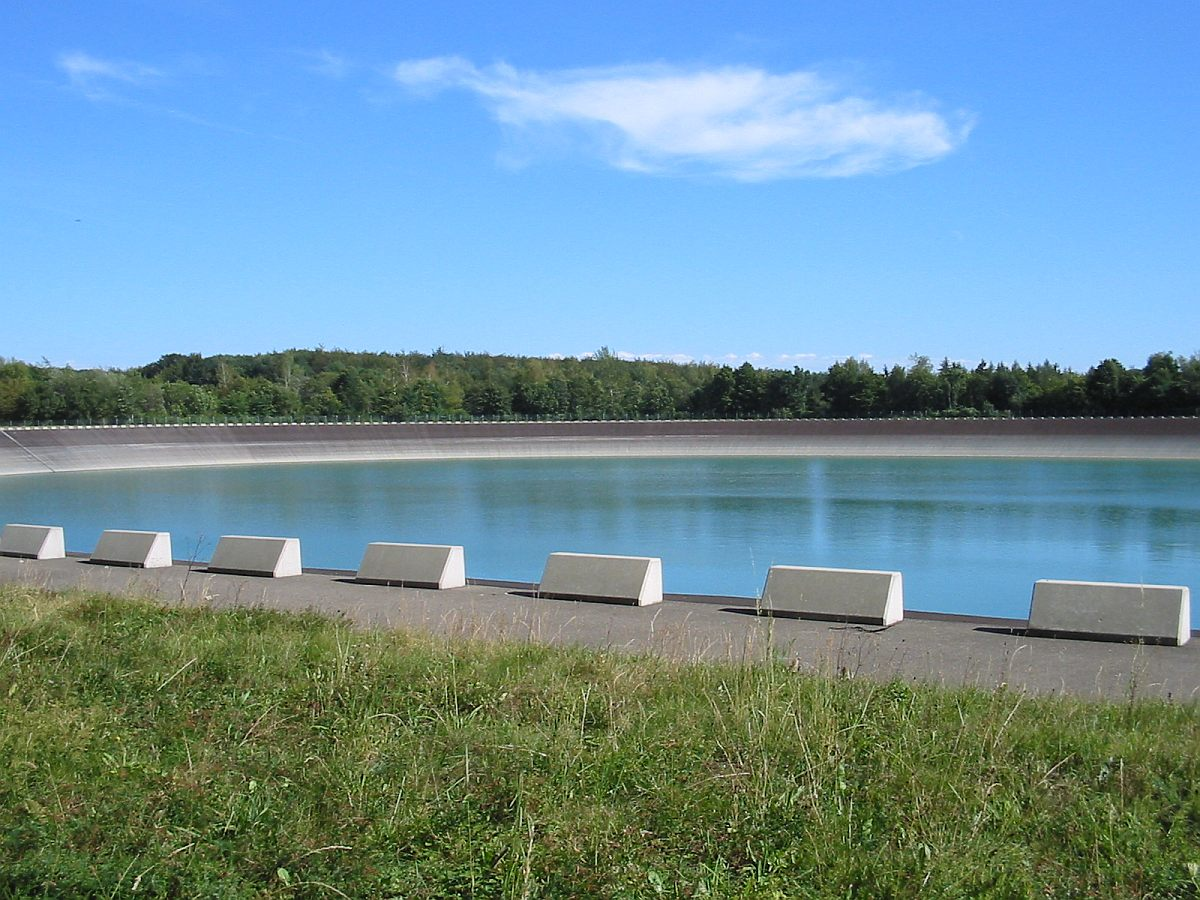
Bassin de retenue supérieur

### Bâtiments
- Le réservoir supérieur de l'usine hydraulique de Giems, qui a la particularité d'utiliser le surplus d'électricité produite par les centrales électriques allemandes de nuit pour pomper l'eau depuis le réservoir situé en aval à Giems jusqu'en amont et utiliser cette réserve pour produire de l'électricité de jour (Pumpspeicherwerk Glems).
- L'antenne radio-relais de 90 m de haut au sommet de l'Albtrauf (778 m).

### Parcs
- Naherholungsgebiet „Eninger Weide“ mit Wildgehege[pas clair]

### Sport
- Piscine olympique découverte entre deux bras de la montagne, au milieu de la forêt.

## Économie et infrastructures

### Circulation
La commune est traversée par la nationale 380 (Landesstraße L 380) qui relie Reutlingen et Pfullingen (ouest) à St. Johann à l'est.
Le service de transport public est rendu par la société de transports du Neckar-Alb-Donau (Neckar, Alb, Danube), abrégée naldo.

### Télévision
- RTF.1 (Reutlinger Tübinger Fernesehen 1), télévision privée diffusée sur les districts de Reutlingen, Tubingen et Zollernalb. Le début des émissions commença le 15 novembre 1999.

## Personnalités

### Détenteurs de la Médaille de la Ville
- 1989 – Franz-Georg Brustgi
- 1992 – Dieter Baumann
- 1992 – Jean-Paul Gysin
- 1998 – Reinhold Rall

### Personnalités liées à la commune
- Paul Jauch (1870–1957), un dessinateur connu a vécu à partir de 1913 à Eningen
- HAP Grieshaber (1909–1981) Graphiste et peintre allemand de renom, a vécu sur le flanc du mont Achalm à partir de 1947.